# Ázua de Compostela
Ázua de Compostela (eller bara Ázua) är en kommun och stad i södra Dominikanska republiken och är den administrativa huvudorten för provinsen Ázua. Kommunen har en yta av 416,3 km², och hade 91 345 invånare vid folkräkningen 2010 varav 59 319 invånare bodde i centralorten. Staden är föreslagen som världsarv.